# Edmond Mortimer (4e baron Mortimer de Wigmore)
Pour les articles homonymes, voir Edmond Mortimer.
Edmond Mortimer (1302 ou 1303 – 16 décembre 1331), 4e baron Mortimer de Wigmore, est un membre de la noblesse anglaise du XIVe siècle.

## Biographie

### Origines et naissance
Edmond est le fils aîné de Roger Mortimer, 3e baron Mortimer de Wigmore, et de Jeanne de Geneville, 2e baronne Geneville. Son père, qui hérite de la baronnie Mortimer en 1304, devient progressivement sous le règne du roi Édouard II l'un des plus puissants barons des Marches galloises : la famille Mortimer descend d'un des compagnons anglo-normands de Guillaume le Conquérant débarqués avec lui en Angleterre en 1066. Sa mère est quant à elle l'une des petites-filles et in fine la seule héritière des barons des Marches et d'Irlande Geoffroy de Geneville et Mahaut de Lacy ; elle est également la petite-nièce de Jean de Joinville, biographe de Saint Louis.
La date de naissance d'Edmond Mortimer est sujette à caution. Il est peut-être le premier-né de sa fratrie, ses parents s'étant mariés le 20 septembre 1301. On sait toutefois avec certitude qu'Edmond et une de ses sœurs sont nés avant que le mariage de leurs parents ait duré trois ans. L'historien Ian Mortimer situe la naissance d'Edmond à la fin de 1302 ou au début de 1303, soulignant qu'il est peu probable que sa naissance ait eu lieu avant juin 1302, neuf mois après les noces de ses parents. Il affirme par ailleurs que lorsqu'Edmond se marie en 1316, il a sans doute le même âge que son père Roger avait lors de ses propres noces, c'est-à-dire quatorze ans. Les Annales de Wigmore n'enregistrent toutefois pas la naissance d'Edmond, ce qui laisse supposer qu'il est davantage plausible qu'il soit né vers 1305, après la naissance de sa sœur Marguerite.

### Mariage
Au début de 1316, Roger Mortimer négocie avec Bartholomew de Badlesmere, 1er baron Badlesmere, la main de la fille de ce dernier, Élisabeth, pour son fils Edmond. Les négociations se déroulent pendant que les deux seigneurs participent aux préparatifs du siège de la ville de Bristol, en rébellion face à l'autorité royale incarnée par Badlesmere, qui en est le connétable. Les clauses du mariage d'Edmond et d'Élisabeth sont assurément finalisées à la mi-mai 1316, date à laquelle Roger Mortimer et sa suite se rendent à Wigmore afin de préparer les noces, : le montant de la dot d’Élisabeth est alors fixé à 2 000 livres. Edmond Mortimer épouse le 27 juin 1316 Élisabeth de Badlesmere, qui n'a que trois ans, dans le village de Kinlet, situé dans le Shropshire. Quelques semaines plus tard, les barons Mortimer et Badlesmere se rendent tous les deux au siège de Bristol, qui est prise et dont les chefs de l'insurrection sont rapidement arrêtés.
Cette alliance matrimoniale renforce considérablement le statut de Bartholomew de Badlesmere au sein du baronnage anglais et lui permet tant d'établir de solides relations avec l'un des plus importants barons du royaume d'Angleterre que de disposer désormais de davantage d'estime pour pouvoir influer sur les décisions politiques touchant alors au royaume. En raison du jeune âge d'Elizabeth ainsi que de la longue séparation des époux entre 1322 et 1326, leur mariage ne sera consommé que bien plus tard et leur premier enfant, Roger, ne verra le jour que le 11 novembre 1328 au château de Ludlow. Un second fils, John, suivra mais il mourra en bas âge. Comme présent de mariage, Roger Mortimer nomme son fils héritier des possessions de sa propre mère, Marguerite de Fiennes, situées dans le Somerset et le Buckinghamshire, qui comprennent notamment le château de Bridgwater.

### Emprisonnement et libération
À l'été 1321, Roger Mortimer se rebelle avec d'autres barons contre le roi Édouard II lors de la guerre des Despenser. En représailles, Édouard lève une armée imposante et obtient finalement en janvier 1322 la capitulation de Mortimer, qui est incarcéré à la Tour de Londres. De son côté, Edmond est emprisonné avec son frère cadet Roger et les fils de Humphrey de Bohun, 4e comte de Hereford, au château de Windsor. Pendant leur captivité, Roger Mortimer s'évade de la Tour de Londres en août 1323 et s'embarque pour la France, d'où il lève finalement avec l'aide de la reine Isabelle de France, l'épouse d'Édouard II, une armée pour renverser le roi et qui débarque en Angleterre le 24 septembre 1326. Par précaution, le roi Édouard ordonne le 1er octobre qu'Edmond et ses frères Roger et John soient transférés à la Tour de Londres, mais la prise de la capitale par les rebelles le 16 octobre suivant conduit à leur libération.
Le 1er février 1327, au cours du couronnement du nouveau roi Édouard III, que Roger Mortimer peut encore contrôler au vu de son jeune âge, Edmond et ses frères sont vêtus comme des comtes de la pairie du royaume et sont formellement adoubés par Henri de Lancastre, 3e comte de Lancastre. Pendant les trois années qui suivent, Roger Mortimer gouverne réellement l'Angleterre au nom du roi et en profite pour s'attribuer à lui ainsi qu'à sa famille de nombreux honneurs, dont le prestigieux titre de comte de March en octobre 1328. Toutefois, Edmond ne semble avoir bénéficié d'aucune faveur de la part de son père, contrairement à ses frères Geoffroy et Roger. Finalement, inquiet de la toute-puissance du comte de March, Édouard III le fait arrêter ainsi que ses fils au château de Nottingham le 19 octobre 1330. Accusé d'avoir usurpé l'autorité royale, Roger Mortimer est déchu de tous ses titres et est exécuté le 29 novembre suivant.

### Restauration et mort
Edmond Mortimer est quant à lui blanchi de toute implication dans les crimes de son père et est rapidement relâché par le roi. L'historienne Alison Weir cite l'attitude d'Édouard III envers Edmond comme une preuve de l'exemplaire impartialité et de la remarquable capacité de jugement du jeune roi. En effet, malgré la confiscation de toutes les possessions de son père par la couronne, Edmond reçoit l'autorisation de se présenter au Parlement en octobre 1331 et d'y demander solennellement la restitution des titres et des terres de la famille Mortimer : par ailleurs, il renonce définitivement à ceux acquis par son père pendant sa période de régent du royaume entre 1327 et 1330. Édouard acquiesce à la demande d'Edmond et lui rétrocède au cours de la session parlementaire les possessions paternelles situées dans les Marches galloises et en Irlande, dont les terres de Wigmore et de Maelienydd.
Le 20 novembre 1331, Edmond obtient enfin d'être officiellement restauré dans le titre paternel de baron Mortimer, sous lequel il est promptement convoqué pour assister aux réunions ultérieures du Parlement d'Angleterre. Il meurt pourtant dès le 16 décembre suivant des suites d'une fièvre et est remplacé dans ses titres par son fils Roger, qui parvient à obtenir d'Édouard III un pardon pour son grand-père en 1336 ainsi que la rétrocession du comté de March en 1355. Sa veuve Élisabeth de Badlesmere favorise le retour en grâce de leur fils en se remariant en 1335 avec Guillaume de Bohun, cousin et compagnon d'armes d'Édouard III. En raison de la mort prématurée d'Edmond Mortimer, les titres et possessions de sa grand-mère paternelle Marguerite de Fiennes et de sa mère Jeanne de Geneville sont respectivement hérités par son seul fils Roger en 1333 et 1356.